# Aleixo Belov
Aleixo Belov, nascido Alexey Dimitrievitch Belov (1) (em ucraniano: Олексíй Дмитрович Бело́в; Merefa, Ucrânia, 9 de janeiro de 1943), é um empresário, engenheiro, navegador e escritor ucraniano radicado no estado da Bahia, Brasil.

## Biografia
Aleixo Belov nasceu Alexey Dimitrievitch Belov, no dia 9 de janeiro de 1943, em Merefa, na Ucrânia. Sua mãe, Zinaida Belov, era uma médica ucraniana, e seu pai, Dimitri Belov, um engenheiro agrônomo russo que serviu no Exército Vermelho em Moscou. Com a ocupação da Alemanha nazista durante a Segunda Guerra Mundial, viver na Ucrânia, à época de seu nascimento, era muito difícil: fome, mortes, desemprego. Muitos parentes, entre eles o irmão de sua mãe, foram mortos na guerra. Foi assim que Dimitri, que sempre teve vontade de conhecer o mundo, resolveu levar a esposa e os dois filhos – Alexey, com sete meses de idade, e Olga, com dois anos – em direção a outros países da Europa. Amarrou uma vaca na carroça, colocou a família em cima e saiu andando em busca de uma vida melhor. Mais adiante, vendeu a vaca e a carroça, e eles continuaram de trem um percurso pela Polônia, Alemanha e Itália. Passaram muitas dificuldades fugindo da guerra. 
Seis anos depois, migraram de navio da Itália para o Brasil e chegaram à Bahia. Era junho de 1949. Não falavam uma palavra em português e não conheciam ninguém. Em solo baiano, o garotinho Alexey virou Aleixo, nome mais fácil para ser pronunciado em nosso idioma. Ao chegar, foram alojados na Ilha das Flores, em albergues destinados a imigrantes europeus fugidos da guerra. Dali, as pessoas eram escolhidas para trabalhos em áreas diversas. O pai Dimitri, então, foi escolhido como agrônomo de uma fazenda que fornecia frutas e legumes para a Colônia de Águas Claras, um leprosário. Assim que os filhos dos portadores de hanseníase nasciam, eram separados dos pais e iam estudar no educandário do local. Aleixo e sua irmã Olga também aprendiam nesse educandário. O garoto fez o ginásio e depois estudou no Colégio Central. Estudou em casa para entrar na faculdade e tirou o sexto lugar no vestibular da Universidade Federal da Bahia para engenharia civil, formando-se em 1967. 
Dimitri, que havia estudado matemática em Moscou, em função de não ter o diploma reconhecido, deixou a profissão de agrônomo e se tornou uma referência em aulas de matemática em Salvador. Os descendentes das famílias mais influentes da Bahia tiveram aulas com ele, como o filho do governador Lomanto Júnior, os filhos de Norberto Odebrecht e os de Jorge Amado. Assim como o pai, Aleixo também dava aulas de matemática e esse dinheiro o ajudava ao longo do curso de engenharia. 
Ao se formar, passou a atuar em obras marítimas e fluviais, projetos, construção e recuperação de obras de acostagem, plataformas de concreto offshore para a exploração de petróleo e combate à erosão costeira. Foi responsável por obras fundamentais como o primeiro píer do Terminal de Granéis Líquidos do Porto de Aratu, entre 1972 e 1975, localizado na Baía de Todos os Santos. No final dos anos 1970, comandou a construção de plataformas de concreto para a Petrobras no canteiro de obras do Consórcio franco-brasileiro Mendes Júnior-Campenon Bernard, na Baía de Aratu. Em 1981, criou a Belov Engenharia, hoje uma das principais referências em engenharia portuária, submarina e offshore. Mais tarde, Aleixo se tornou professor da disciplina de Portos na Universidade Federal da Bahia e na Universidade Católica do Salvador.
Começou a mergulhar em 1959, quando também se apaixonou pelo mar. É, em título agraciado pela Marinha do Brasil, “o primeiro navegador brasileiro a fazer, sozinho, uma viagem de circunavegação da Terra”.
Em 20 de outubro de 2021, foi agraciado com o Título de Cidadão da Cidade de Salvador, concedido pela Câmara de Vereadores da capital baiana.

## Viagens
Aleixo Belov tinha 16 anos quando ganhou, sem saber do que se tratava, uma máscara de mergulho. Quem o presenteou foi o jovem Jadiel Oliveira, que frequentava a faculdade e depois se tornou diplomata. Talvez Jadiel não soubesse, mas aqueles óculos de mergulho mudariam por completo a vida de Aleixo, que perguntou ao colega: “para quê serve isso?” E Jadiel respondeu: “para olhar os peixinhos”. Num determinado dia, Aleixo resolveu ir à praia, com a água na cintura, para ver como funcionava o presente. Além de pequenos peixes, se impressionou com outro habitante do mar nunca antes visto por ele: um polvo. Ficou impressionado, mas o bicho resolveu se esconder. Apareceu ali Antonio Góes Magalhães, vizinho de Aleixo que se transformou num dos principais mergulhadores de Salvador e seu grande parceiro. Mas, nem Aleixo, nem Góes, juntos, conseguiram tirar o polvo da toca. A frustração foi tamanha, mas deu importante resultado: os dois resolveram criar um grupo de mergulho, aproveitando que Aleixo tinha os óculos. E era uma dupla de um par de óculos só. Enquanto um mergulhava, o outro observava. Aprenderam a usar o pé de pato, fizeram um bicheiro – anzol com vergalhão –, depois compraram um arpão e assim progrediram como mergulhadores. 
Em 1965, Aleixo já namorava o mar, quando o engenheiro Heraldo Gama Lobo o chamou para mergulhar nas águas de Porto Seguro. Ele foi. Quando chegou lá, o mar estava batendo, a água estava suja e Heraldo resolveu voltar para Salvador. Mas Aleixo e Góes preferiram ficar. Em três dias a água clareou e a dupla passou a quinzena toda mergulhando e pescando por lá. Aleixo se encantou com os arrecifes e a praia virgem. “O mundo deve ser todo bonito assim. Eu quero conhecer o mundo, como é que eu não tinha vindo aqui antes?”, refletia o rapaz de 22 anos vindo da Ucrânia fugido da guerra.
Aleixo havia lido o livro Expedição Moana, que narra a história de amigos que se reuniram, navegaram de barco e mergulharam em todos os oceanos. O barco era o meio de transporte e também a casa deles. O empreendedor Aleixo fixou a ideia na cabeça: “vou fazer um barco e correr o mundo”. Mas a sua condição de vida impunha pelo menos dois problemas: ele nunca tinha içado uma vela e não tinha dinheiro. Mais tarde, no entanto, descobriu que tinha o principal: um sonho. E esse sonho o levou a dar cinco voltas ao mundo em dois barcos que ele mesmo construiu.

### Primeira volta ao mundo
Aleixo Belov decidiu que faria uma volta ao mundo num barco, em solitário, em 1965. Levou 15 anos para conseguir realizar o seu objetivo. Voltando de Porto Seguro, onde fez seu primeiro mergulho, escreveu, num caderno de capa-dura, o seu projeto de vida, com tudo o que teria que aprender, inclusive outras línguas. E seguiu esse projeto à risca. Às 8h do dia 16 de março de 1980, Aleixo deixava Salvador a bordo do Três Marias para uma viagem que duraria 14 meses, por Natal, Trinidad e Tobago, Aruba, Panamá, Galápagos, Marquesas, Tuamotus, Taiti, Rorotonga, Nova Caledônia, Estreito de Torres, Bali, Cape Town, Rio de Janeiro e Salvador. 
Saiu apenas com 10 mil dólares incompletos a bordo. Tinha muito medo de perder o barco, e evitava se arriscar em lugares rasos, porque não poderia fazer outra embarcação. Durante o percurso, o navegador enviava reportagens sobre a viagem para serem publicadas no jornal A Tarde. Posteriormente, publicou o seu primeiro livro no qual conta a aventura, A volta ao mundo em solitário, inaugurando também um outro ofício que desempenha com paixão: o de escritor.
Aleixo retornou a Salvador no dia 23 de maio de 1981. Chegou ao 2º Distrito Naval recebido por familiares, amigos, admiradores e a imprensa. Foi agraciado pela Marinha do Brasil com o título de “primeiro navegador brasileiro a fazer sozinho uma viagem de circunavegação da Terra”[1].

### Segunda volta ao mundo
Na segunda volta ao mundo em solitário, Aleixo já tinha mais segurança e intimidade com o barco Três Marias. Resolveu estender a viagem e aproveitar ainda mais. Foram 21 meses viajando até o Oriente, parando em 46 portos, e percorrendo 30 mil milhas. O roteiro da primeira volta ao mundo foi repetido até Bali, e dali em diante ele seguiu pelo sul da África. Foi para o Ceilão, hoje Sri Lanka, Índia, Iêmen do Sul e, via Mar Vermelho, foi para o Mediterrâneo.
Aleixo atravessou o Mar Vermelho sozinho, com dificuldade, e conseguiu atravessar o Canal de Suez e chegar a Chipre, onde deixou o barco.
A viagem aconteceu entre os dias 15 de março de 1986 e 19 de dezembro de 1987[2].

### Terceira volta ao mundo
Quando resolveu fazer a terceira viagem para levar os filhos aos lugares que ele mais tinha gostado, Aleixo já tinha ampliado significativamente a sua empresa, Belov Engenharia, e havia escrito quatro livros (1ª viagem e trilogia da 2ª viagem) sobre suas experiências no mar. Nas outras viagens ele precisou hibernar a empresa enquanto viajava. Nesta viagem, com o apoio do engenheiro e sócio Petrônio Achiles Ribeiro Rosa, a empresa pôde continuar funcionando enquanto ele estava fora.
A viagem aconteceu 14 anos depois da segunda volta ao mundo: entre os dias 23 de setembro de 2000 e 2 de março de 2002, portanto, durante 18 meses. Aleixo tinha 59 anos à época[3].

### Quarta volta ao mundo
A quarta viagem de Aleixo Belov aconteceu a bordo do veleiro-escola Fraternidade. A primeira após os cinco anos de construção desse barco feito com casco de aço para permitir viagens a mares gelados e especialmente com o propósito de dar a jovens brasileiros a oportunidade de vivenciar o mar de forma intensa. A primeira viagem foi pelo desafio, a segunda pelo prazer, a terceira pela família e a quarta foi para dividir essa paixão com outros.
A viagem aconteceu entre 16 de janeiro de 2010 e 22 de outubro de 2011. Na seleção para os alunos que participariam dessa primeira viagem apareceram 150 candidatos. Desses, restaram 15 na pré-seleção, que foram entrevistados pelo comandante Aleixo, que também explicava a cada um o programa educacional do Fraternidade.
O Fraternidade saiu de Salvador com 12 pessoas a bordo, mas, ao longo dos 21 meses de viagem, 26 pessoas se revezaram na embarcação, além do próprio Aleixo. Cada grupo de alunos fez um trecho da viagem, para dar oportunidade a um número maior de jovens. Entre os alunos estavam biólogos, engenheiros e cineastas. No barco, divididos em duplas, cada um tinha uma função, incluindo os cuidados com a cozinha, comida e limpeza. Nesta viagem, Aleixo foi até a Austrália, passando pela África, Índia e Indonésia.
Ao retornar ao Brasil, Belov foi condecorado com o título de Cavaleiro da Ordem do Mérito Naval pela presidente Dilma Rousseff, em junho de 2012, em reconhecimento à importância do projeto educacional e dos serviços prestados à Marinha do Brasil[4].

### Viagem à Antártica
Em 1991, Aleixo Belov fez parte de uma expedição a bordo do Kotic 2 comandado por Oleg Bely rumo à Antártica. Foram visitadas várias bases estrangeiras, e os tripulantes tiveram contato com os mais diversos animais que vivem nas regiões geladas e milhares de pinguins. Por esta razão, quando Aleixo Belov resolveu projetar o veleiro escola Fraternidade, optou por um veleiro polar, todo revestido com 12 cm de isolamento térmico e munido de um aquecedor ambiente. Seria um veleiro adequado para navegar em todos os Oceanos, de Norte a Sul. 
Ao preparar o barco para ir à Antártica, trocou sua âncora mais leve por uma Rocna de 150 kg, a Corrente de 16mm por uma de 18mm com travessão e foi instalado um novo guincho adequado para a nova corrente.
Em 27 de outubro de 2013, o Fraternidade saiu do porto de Salvador com destino a Ushuaia. Em Ushuaia, os dois veleiros, o Kotic 2, de Oleg Bely, e o Fraternidade, de Aleixo Belov, se encontraram. Houve uma comemoração com os dois grandes amigos.  Seguiram pelo Canal de Beagle e pararam para dormir em Gable. Na manhã seguinte, no dia 9 de janeiro de 2014, quando Aleixo Belov estava completando 71 anos, o Fraternidade passou pelo Cabo Horn e se aventurou pela Passagem de Drake, considerada a mais tempestuosa do planeta. As 600 milhas que separam a América do Sul da Antártica. 
O veleiro passou por Melchior, onde ancorou em um canal cercado por todos os lados de altas geleiras, e depois seguiu pelos canais durante uma nevasca até chegar em Cuverville. O Fraternidade seguiu desviando dos icebergs até chegar em Port Lockroy, onde Aleixo Belov encontrou o amigo e navegador Skip Novak com seu primeiro barco, o Pelagic. Em seguida o Fraternidade desceu pelos Canais até chegar às Ilhas Argentinas, na latitude 65°S, onde está situada a Base Ucraniana. Na sequência, Aleixo e sua tripulação atravessaram o Drake, tomaram a benção, mais uma vez, do Cabo Horn, e pararam no Chile, em Puerto Toro, considerada a aldeia mais austral do planeta. Em seguida fizeram o Canal de Beagle até chegar em Ushuaia, onde os alunos desembarcaram e chegaram outros para trazer o Fraternidade de volta a Salvador. 
Nesta viagem, o Fraternidade contou com a participação de 14 alunos. Ao retornar, Aleixo escreveu mais um livro: O veleiro escola Fraternidade na Antártica.

### Quinta volta ao mundo - Viagem ao Alasca
A quinta viagem de Aleixo Belov teve como destino o Alasca, em função de uma promessa feita ao amigo velejador também de origem russa Oleg Belly, pouco antes dele vir a falecer. No dia 3 de dezembro de 2016 o navegador deixou o porto de Salvador, só retornando em 4 de agosto de 2018. 
O itinerário seguiu pelo Caribe, Canal do Panamá, Polinésia, Havaí, até chegar ao Alasca. A equipe que o acompanhou no Fraternidade pôde subir as montanhas geladas, visitar lugares habitados por ursos polares, viram halibuts e tiveram contato com a escassa população do local.
Especialmente preparado para o gelo, o veleiro Fraternidade seguiu pelas geleiras, entrou pelos canais, chegou em florestas. Aleixo foi para Sitka, criada ainda pelos russos e que já foi capital do Alasca, onde o navegador ainda pôde conversar em russo com alguns moradores; de lá voltou para o México e não mais que de repente resolveu fazer dali a quinta volta ao mundo. Seguiu para o Havaí, via Pacífico Norte, foi para Majuro, Pohnpei e Lamotrek.
De lá, seguiu para Díli, no Timor-Leste, e para a Indonésia. De Bali, foi direto para Durban, percorrendo cerca de 5 mil milhas, novamente em uma estação de ciclones. Atravessou o sul da África, passando em Mossel Bay e depois Cape Town. Os tripulantes puderam visitar vários lugares em Cape Town antes de voltar para o Brasil, e Aleixo completou a sua quinta volta ao mundo[5].

## O Veleiro Três Marias

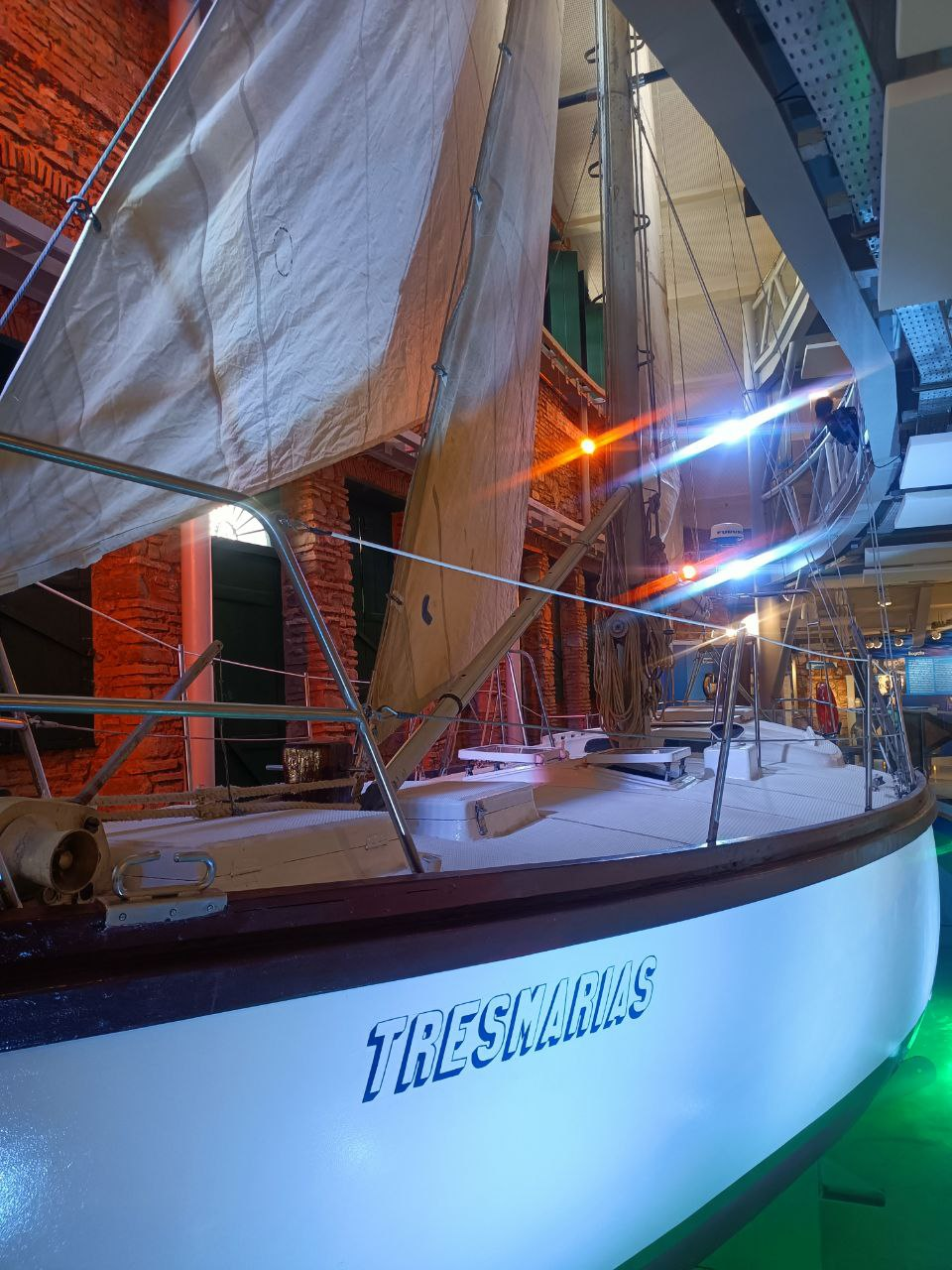
Veleiro Três Marias, em exposição no Museu do Mar - Aleixo Belov

O veleiro Três Marias é um projeto de Robert Bruce, de 36 pés, adquirido por Aleixo em 1976. Sua construção foi feita pelo próprio Aleixo, com a ajuda de um carpinteiro, e levou três anos, pois o barco foi feito no quintal da casa do navegador nos dias e horários disponíveis, usando peças novas e recuperadas. Sem poder ter o molde por motivos financeiros, Aleixo fez um plug de madeira, forrou de plástico, encerou e laminou a fibra de vidro por cima desse plug. Depois lixou o barco todo por fora.
Depois de um ano de testes, correndo várias regatas locais, Aleixo saiu para fazer a sua primeira volta ao mundo em solitário. Era 16 de março de 1980. Assim nasceu o Três Marias, cujo nome homenageia as três Marias da vida de Aleixo Belov: Maria da Graça, Mariana e Marúcia, respectivamente, sua primeira esposa e as duas primeiras filhas.

## O Veleiro-Escola Fraternidade
Quando terminava a sua terceira volta ao mundo a bordo do Três Marias, Aleixo Belov começou a desenhar as primeiras ideias do que viria a ser, alguns anos depois, o veleiro-escola Fraternidade. O navegador queria um barco que fosse projetado por ele mesmo.
O veleiro-escola Fraternidade surgiu como um projeto com o qual poderia dar oportunidade a jovens estudantes de conhecer muito do que já havia experimentado como navegador.
Esse “tanque de guerra” das águas, como costuma ser chamado por vários profissionais que trabalharam na construção do Fraternidade, especialmente projetado para fazer viagens polares, tem 21,5 metros de comprimento, 70 toneladas, quilha retrátil de 13 toneladas, boca do barco de 6,70 metros, dois motores e um gerador, dois lemes, dois mastros, dois pilotos automáticos, 12 centímetros de isolamento térmico em todo o barco, salão para acomodar 20 pessoas sentadas, decorado com pinturas e esculturas de todo o mundo. É um veleiro com alta tecnologia em termos de segurança, navegação e conforto.
Foram cinco anos de trabalho no estaleiro de Belov, em Mapele, para que ficasse pronto. As sugestões de Oleg Belly, navegador francês de raízes russas a quem Aleixo chama de “guru”, foram de grande importância. Confiando que Oleg conhecia tudo sobre navegação a partir de seus mais de 30 anos de experiência, acatava as suas ideias e aplicou todas na construção do Fraternidade.
E por que Fraternidade?
“Eu fui tão feliz no mar que resolvi fazer um veleiro-escola para poder dividir essa alegria com os jovens brasileiros. Era difícil saber qual o nome que eu colocaria nele. Nesse veleiro-escola eu não queria levar amigos, não. Queria levar gente de todas as raças, de todas as profissões, de todas as origens. E todos, os estranhos, seriam recebidos como nossos irmãos a bordo. Então, isso é uma fraternidade. Muitos amigos ficaram zangados comigo, achando que eu devia levá-los porque eram amigos. Mas não é esse o propósito do barco. O propósito do barco é levar gente do Brasil todo, gente que ama o mar, jovens brasileiros que não tiveram oportunidade e seriam recebidos como irmãos.
Essas pessoas que viajassem comigo nunca mais seriam as mesmas, tinha certeza disso. Não sabia quantas voltas daria com os jovens. Uma que fosse já valeria a pena, e a dívida estaria paga. Isso tudo, além de bonito, é real e verdadeiro: ajudar para pagar a ajuda recebida, fazer a sucessão, não deixar que se perca o que se aprendeu em 25 anos de mar.”

## Museu do Mar e Fundação Aleixo Belov

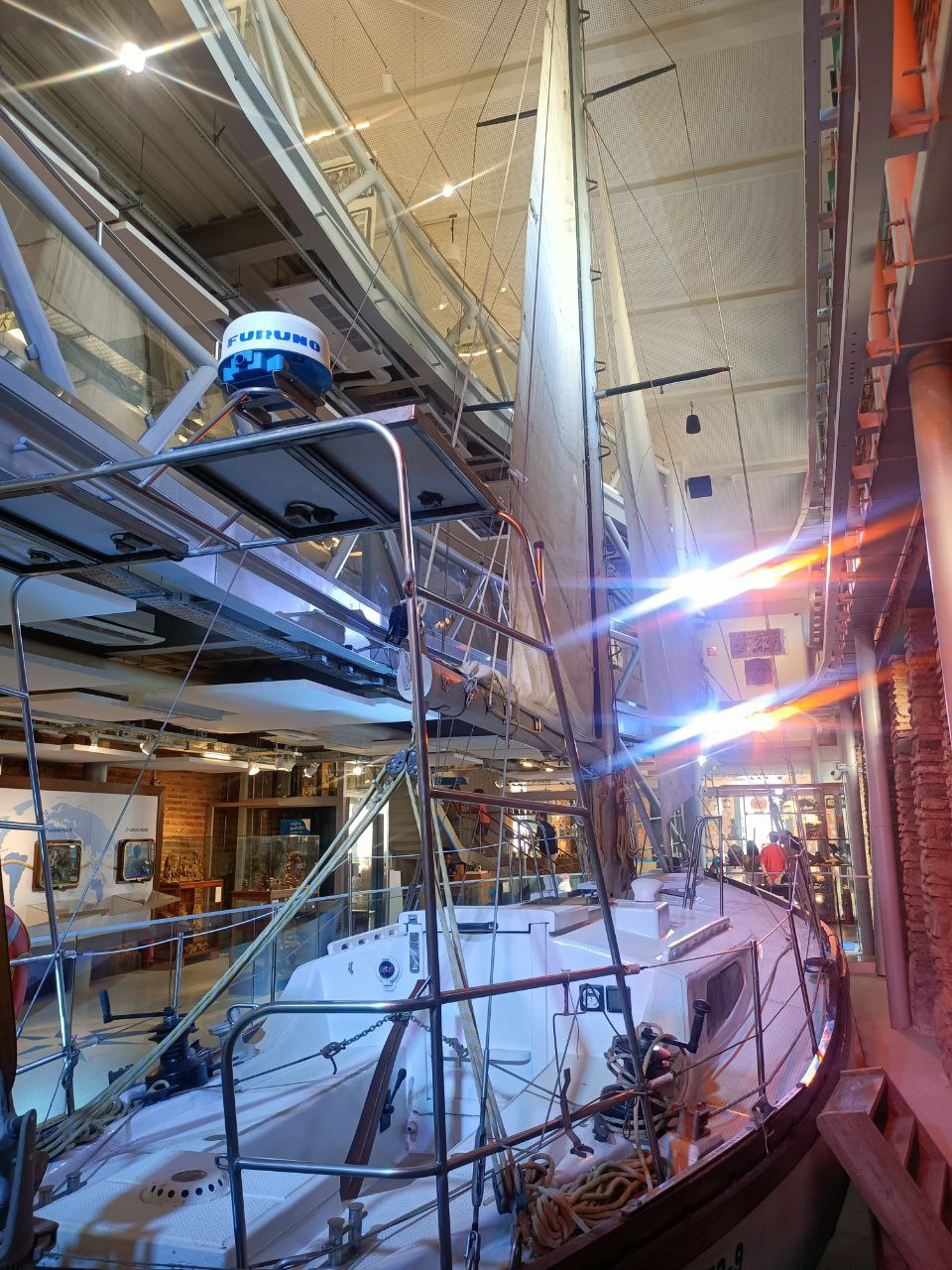
Área interna do Museu do Mar Aleixo Belov

Inaugurado no dia 1 de dezembro de 2021, o Museu do Mar Aleixo Belov tem sua origem intimamente atrelada às aventuras marítimas do velejador que lhe dá o nome. Localizado num casarão histórico no Largo do Santo Antônio Além do Carmo, em Salvador, na Bahia. O museu traz obras adquiridas por Aleixo Belov durante suas cinco viagens ao redor do mundo, sendo três delas em solitário no veleiro “Três Marias”[6], o qual faz parte do acervo do museu. Além dos objetos, estão expostas no museu as memórias pessoais e profissionais que Aleixo produziu ao longo da vida. Assim, é possível ver e apreciar o veleiro Três Marias e as histórias e memórias criadas em torno dele e de muitos outros objetos, assim como do Veleiro Escola Fraternidade. Em seus 540 metros quadrados de exposição permanente e 110 metros quadrados de exposições temporárias, o museu abriga as cartas náuticas e os aparelhos de navegação utilizados nas viagens, uma sala de projeção de filmes, fotos, diferentes objetos trazidos durante as viagens, documentos e é um espaço interativo para se conhecer mais sobre o mar. O Museu do Mar é administrado pela Fundação Aleixo Belov, instituída em 2019, e que funciona como um centro de pesquisa e fomento de temas ligados ao mar[7].

## Belov Engenharia
Aleixo Belov é engenheiro, construtor de portos, de plataformas de petróleo e de serviços subaquáticos. Fundou em 1981 a Belov Engenharia Ltda., e posteriormente mais três empresas passaram a constituir o grupo. Em 2020, o grupo estava formado por quatro sócios e 1300 funcionários. Destes, mais de 300 eram mergulhadores dando apoio na indústria de óleo e gás. 
Aleixo Belov desenvolveu uma técnica que permite fazer concreto no fundo do mar, com a mesma qualidade que se faz em terra. 
A Belov Engenharia é uma das principais empresas de engenharia portuária, subaquática e apoio offshore do Brasil.

## Vida Pessoal
Foi casado com a advogada e psicóloga Maria da Graça Diniz Gonçalves da Costa Belov (c. 1969 div. 1980), com quem teve duas filhas (Marúcia e Mariana) e com a advogada Lygia Ruston Beck (c. 1983. div. 2016), com quem teve três filhos (Lara, Alana e Alexey).

## Obras
- A Volta ao Mundo em Solitário (1981)
- Em busca do Oriente - Segunda Volta ao Mundo - Volume 1 (1989)

- Em busca das Raízes - Segunda Volta ao Mundo - Volume 2 (1989)

- A caminho de casa - Segunda Volta ao Mundo - Volume 3 (1990)
- Terceira Volta ao Mundo do Veleiro Três Marias (2003)
- 4ª Volta ao Mundo: a Bordo do Veleiro Escola Fraternidade (2012)
- O Veleiro Escola Fraternidade na Antártica (2014)
- Alaska: muito além da linha do horizonte (2019)
- Minhas viagens com outros comandantes (2021)

## Títulos
1. Título da Marinha do Brasil como o primeiro navegador brasileiro a fazer, sozinho, uma viagem de circunavegação da Terra (maio de 1981)
2. Título de patrono da navegação de esporte e recreio brasileira (proposto pela deputada federal Lídice da Mata, Projeto de Lei n.º 1.414, de 2007)
3. Título de Cidadão da Cidade de Simões Filho/BA, concedido pela Câmara Municipal de Vereadores em novembro de 2019.
4. Título de Cidadão da Cidade de Salvador, concedido pela Câmara de Vereadores da capital baiana (proposto pelo vereador André Fraga e recebido em 20 de outubro de 2021)
5. Título de Cidadão da Cidade de Guapimirm/RJ, concedido pela Câmara Municipal de Vereadores em novembro de 2021.